# Bonaparte an der Brücke von Arcole
Bonaparte an der Brücke von Arcole (französisch Bonaparte au Pont d’Arcole) ist ein Ölgemälde von Antoine-Jean Gros. Es zeigt den General Napoleon Bonaparte, der seine Truppen während der Schlacht bei Arcole im November 1796 zum Sturm auf die Brücke führt.

## Geschichte
Das Gemälde wurde von Joséphine de Beauharnais in Auftrag gegeben, die Napoleon auf seinem Italienfeldzug begleitete. Es wurde 1796 in Neapel gemalt. Napoleon mochte es nicht, Modell zu sitzen. Als er während der Sitzungen zu unruhig wurde, ließ Joséphine ihn auf ihrem Schoß sitzen und umarmte ihn für die Zeit, die der Maler brauchte.
Das Gemälde war erst im Besitz von Napoleon und ging später an seinen Neffen Napoleon III., der von 1852 bis 1870 Kaiser der Franzosen war. Nach dem Fall Napoleons und des Zweiten Französischen Kaiserreiches wurde das Werk 1870 beschlagnahmt. Der Ehefrau Napoleons III., Eugénie de Montijo, gelang es, das Gemälde 1871 zurückzuerwerben. Sie übergab es nach acht Jahren schließlich dem Louvre (Inventarnummer RF 271). Es ging 1901 an das Schloss von Compiègne und 1938 schließlich an das Schloss von Versailles (Inventarnummer MV 6314).
Eine Vorstudie zu diesem Bild befindet sich im Louvre in Paris. Weitere Versionen des Bildes finden sich im Napoleonischen Museum des Schlosses Arenenberg im Kanton Thurgau in der Schweiz sowie in der Eremitage in Sankt Petersburg.

## Beschreibung
Das hochformatige Gemälde zeigt eine Dreiviertelansicht Bonapartes. Er hält in der rechten Hand sein Schwert und in der linken eine Fahnenstange, an der die Flagge der Armée d’Italie weht. Seine Schwertklinge ist mit der Inschrift Bonaparte, Armée d’Italie versehen. Er trägt die dunkelblaue Uniform eines Generals der Ersten Französischen Republik. Kragen und Bordüre des Oberteils sind mit einer Goldstickerei geschmückt, die Eichenlaub und Eicheln darstellt. Darunter trägt er ein weißes Hemd und ein schwarzes Halstuch. Seine zweifarbige Leibbinde ist mit goldfarbenen Fransen versehen. Außerdem trägt Napoleon einen Gürtel mit quadratischer Schnalle, an dem seine leere Schwertscheide befestigt ist. Seine Hände stecken in Handschuhen mit hohen Stulpen.

Den Hintergrund des Bildes bildet das von dichtem Rauch vernebelte Schlachtfeld. Auf der linken Seite sind einige Häuser zu erkennen, über die schwere Rauchschwaden hinwegziehen. Das Land, das an den Fluss angrenzt, ist in dunklen Tönen dargestellt. Im Hintergrund links ist eine rauchende Kanonenkugel zu sehen.

Bonaparte au pont d’Arcole, vorbereitende Studie von 1796 für das Porträt von Versailles (Musée du Louvre, Paris).[5]
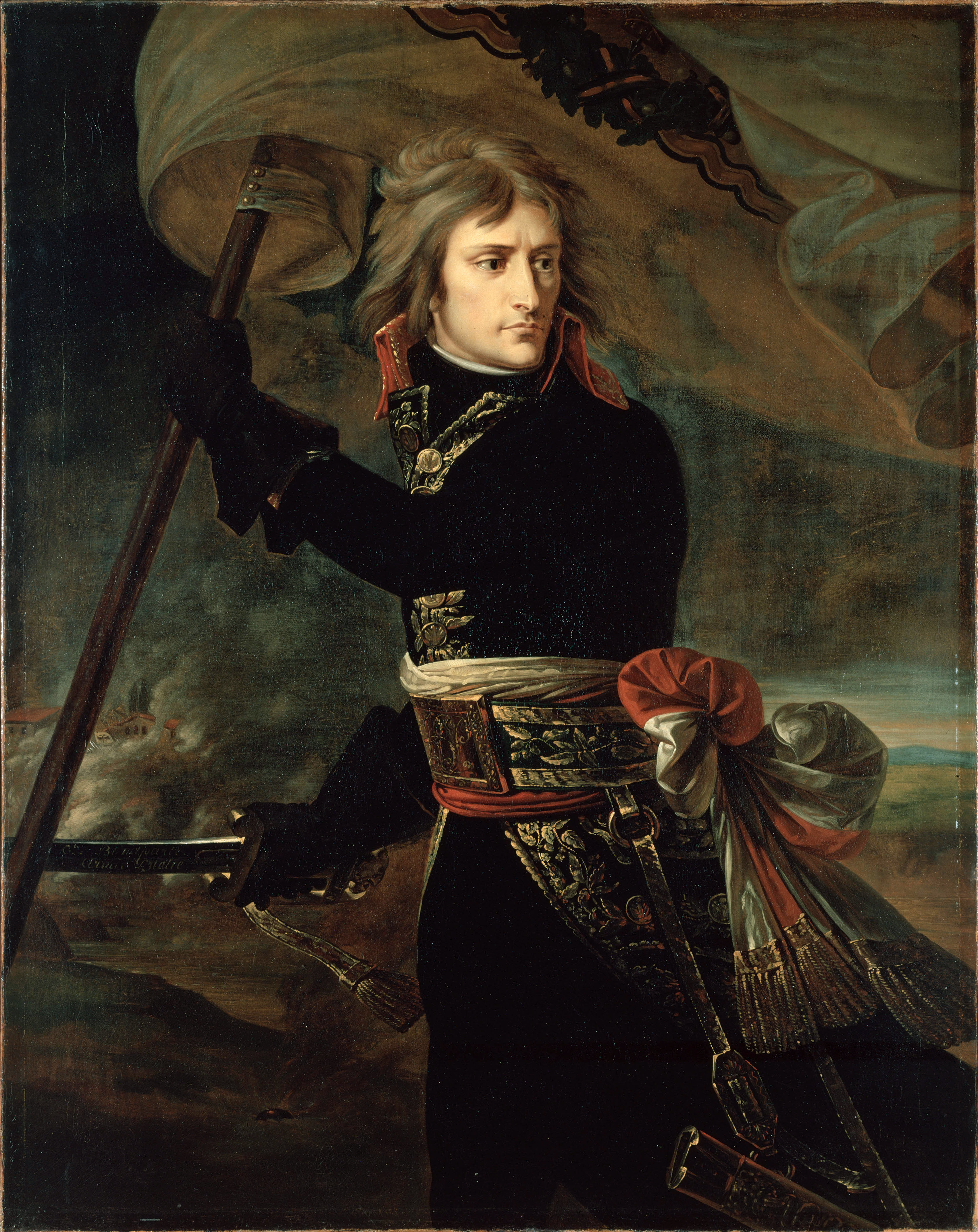
Vorstudie aus der Eremitage in St. Petersburg.